# Шелемишево
Шелемишево — село в Скопинском районе Рязанской области. Административный центр Шелемишевского сельского поселения.
Население — 536 чел. (2010).

## Географическое положение
Село расположено между двух рек Вёрда и Ранова в 6 км от трассы E 119 M6 Каспий, в 30 км от городов Скопин и Ряжск. В 293 км от Москвы.

## История
По одной из версий, название села происходит от народного географического термина «шелом» — холм, бугор. Недалеко от села сохранился сторожевой курган, служивший наблюдательным пунктом засечных дозорщиков и сторожей Рановской засеки. Согласно предположению рязанского краеведа Н. Н. Левошина, название произошло от ремесла местных жителей, которые помимо дозора, были заняты изготовлением и ремонтом боевых шлемов. Мастеров этого дела называли шеломишами и шелемишами.
Первое упоминание села, которое отражено в Переписных книгах переписи Ивана Румянцева, относится к 1646 году. В селе уже построена «церковь Пресвятой Богородицы», расположены дворы попов, дьячков, помещиков, преимущественно однодворцев, и крестьян.
В 1676 году в селе насчитывалось 109 дворов.
С 1856 г. в Шелемишево начала работать церковно-приходская школа, в которой священники обучали детей безвозмездно. В 1895—1897 годы сельским обществам села выделены ссуды на постройку здания школы (около 600р.). Попечителем школы был крестьянин Л. Г. Абрамов.
В 1935 году Шелемишево стало центром Желтухинского района.

## Свиридовы
Родоначальник самых известных шелемишевских однодворцев Свирид был на службе у царя, охранял русские земли на засеках от набегов крымских татар. Отличившись на царской службе, возглавил один из сторожевых отрядов. Позже пожалован в однопоместные дворяне и наделен землей, которая за ним закреплялась навечно, что давало ему относительную независимость от бояр. Свирид построил усадьбу в устье рек Ранова и Вёрда. При разрастании рода образовалось большое поселение однодворцев Свиридовых. Многие из них назывались не Свиродовыми, а по именам или прозвищам преуспевших в чем-либо представителей семьи. Так образовывались новые роды Игнатовых, Семеновых, Объедковых и др. Все эти потомки Свирида были зажиточными людьми и владели грамотой. Особенно разбогател живший в Шелемишево в XIX в. Семен Свиридов. Имея доход от земли, он начал заниматься оптовой торговлей хлебом, скотом, дичью, заводил свои лавки, которые обеспечивали нужды крестьян, отличался тем, что никогда не пил спиртного. После раздела имущества между его детьми в деревне образовалось пять новых богатых семей, дети которых обязательно заканчивали церковно-приходскую школу. К началу XX в. многие из них стали вести городской образ жизни, мало занимались сельским хозяйством, сдавая землю внаём крестьянам из соседней деревни.
После 1917 г. многие Свиридовы возвращались в Шелемишево, прячась в родных местах от революционных потрясений, скрываясь от призывов в армию. Жили все дружно, помогая друг другу. Ситуация изменилась в 1930-е годы с наступлением коллективизации. Хозяйства Свиридовых были признаны кулаческими, всех представителей этой большой семьи арестовали в феврале 1931 г. и отправили в г. Степняк, Акмолинской области. Их добротные кирпичные дома были отданы под школу, детский сад и другие нужды советской власти. Со временем, пережившие ссылку Свиридовы постепенно вернулись в европейскую часть страны — в Ленинград, Москву, Одессу, Минск. Никто из них не вернулся в Шелемишево.

## Усадьба Шелемишево
Усадьба известна с конца XVII века. В последней четверти XVIII века принадлежала генерал-аншефу, усмирителю «чумного бунта» 1771 года в Москве, московскому главнокомандующему П.Д. Еропкину (1724—1805), женатому на статс-даме Е.М. Леонтьевой (1727—1800). В середине — второй половине XIX века усадьбой владели братья поручики С. А. Васильцовский (г/р 1820) и Д. А. Васильцовский (1832- до 1887), женатый на Е. П. Гольм. В начале XX века усадьба принадлежала их наследникам.

## Население
| 1859 | 1897 | 1906 | 1939  | 2010 |
| ---- | ---- | ---- | ----- | ---- |
| 726  | ↗939 | ↘910 | ↗2027 | ↘536 |

## Инфраструктура
В селе действуют: больница, аптека, два продуктовых магазина, участковый пункт милиции (находится в помещении местной администрации), почта России, терминалы моментальных платежей. На территории села введена в строй вышка сотовой связи оператора МегаФон, с декабря 2012 года функционирует сеть третьего поколения 3G

## Образование
- Шелемишевский детский сад
- Шелемишевская средняя общеобразовательная школа
- Шелемишевский сельский дом культуры

## Предприятия
- ООО «АНП — Скопинская Нива»
- Шелемишевский молокозавод

## Достопримечательности
На месте существующей каменной церкви в XVIi в. стоял деревянный храм, «стоявший за рекой Рановой, близъ Зарановсих Выселокъ, гдъ нынъ большой мостъ», «Пречистые Богородицы честного и славного Ее Рождества», сведения о нем сохранились в окладных книгах 1676 г., где при церкви показано «2 двора поповых, 3 двора дьячковых и двор пономарский; церковной пашни 20 четвертей в поле, сенных покосов на 50 копен. В приходе к той церкви в том селе Шелемишеве 73 двора помещиков, 27 дворов крестьянских, 3 двора бобыльских и всего 109 дворов. Дани с означенной церкви по окладу 1676 г. положено платить 3 руб. 23 алтына с деньгою».
В 1802 г. Церковь Рождества Пресвятой Богородицы построена в стиле классицизм из кирпича на средства генерал-аншефа Еропкина П. Д. Освящена 24 сентября 1802 г. Одновременно с церковью была устроена колокольня. Предел с южной стороны во имя преп. Сергия Радонежского был пристроен в 1860 старостою поручиком Сергеем Александровичем Васильцовским (р. 1818 — ум. 1880 г.) в 1861 г., им же в 1867 г. пристроен придел во имя Дмитрия Мироточивого. Церковь была отремонтирована в 1913 году. Приход храма состоял из жителей д. Шелемишево, Уланово, Боршевские Хутора, Зарановские Выселки. В советское время венчания сломаны, храм частично перестроен и используется молокозаводом.